# 2095
Cette page concerne l'année 2095  du calendrier grégorien.
L'année 2095 est une année commune qui commence un samedi.
C'est la 2095e année de notre ère, la 95e année du IIIe millénaire et du XXIe siècle et la 6e année de la décennie 2090-2099.

## Autres calendriers
- Calendrier hébraïque : 5855 / 5856
- Calendrier indien : 2016 / 2017
- Calendrier musulman : 1515 / 1516
- Calendrier persan : 1473 / 1474

## Événements prévisibles
- 8 mai : un transit de Mercure sera observable à 17h40[1].
- 5 septembre : l'astéroïde 2010 RF12 aura 6 % de chances de percuter la Terre, ce qui est considérable[2].

## Dans la fiction
Se déroulent en 2095 :
- Virus L.I.V. 3, roman de science-fiction français de 1998.
- Immortel, ad vitam, film d'animation français de 2004.